# Francis Vangeel
Francis Vangeel is een Belgisch muzikant en bekend als gitarist van The Scabs.
In 1984 stond hij met The Scabs op het podium van Torhout-Werchter.
In 1988 verliet hij The Scabs en was niet meer in de muziekwereld actief. Hij werd vervangen door Willy Willy nadat deze als gastgistarist tijdens het EBU-festival in Helsinki het goed deed. 

## Discografie

### Albums
- Here's to you, Gang (1983) met The Scabs
- For all the wolf calls (1984) met The Scabs
- Rockery (1986) met The Scabs

### Singles
- Matchbox Car (1983) met The Scabs

## Filmografie
- Aardwolf (1984), regie: Rob Van Eyck
- Istanbul (1985), regie: Marc Didden